# Sister Feelings Call
Albums de Simple Minds
Sons and Fascination
(1981) New Gold Dream (81,82,83,84)
(1982)
Sisters Feelings Call est le cinquième album studio des Simple Minds, sorti en septembre 1981, donc en même temps que Sons and Fascination. 

## Liste des titres
| No | Titre                      | Durée |
| -- | -------------------------- | ----- |
| 1. | Theme For Great Cities     | 5:50  |
| 2. | The American               | 3:49  |
| 3. | 20th Century Promised Land | 4:53  |
| 4. | Wonderful In Young Life    | 5:20  |
| 5. | League Of Nations          | 4:55  |
| 6. | Careful In Career          | 5:08  |
| 7. | Sound In 70 Cities         | 5:01  |

La copie canadienne est sortie en 1981 avec cet ordre:
| No | Titre                             | Durée |
| -- | --------------------------------- | ----- |
| 1. | 70 Cities As Love Brings The Fall |       |
| 2. | Seeing Out The Angel              |       |
| 3. | Careful In Career                 |       |
| 4. | Wonderful In Young Life           |       |
| 5. | Sound In 70 Cities                |       |

## Simple extrait
- The American

## Commentaires
C'est un mini-album et plusieurs le considèrent comme un ajout à Sons and Fascination et non comme album authentique. Il complète la session de 1981.  Le cinquième album est véritablement New Gold Dream..., bien que certains décomptes tiennent compte de Sisters Feellings Call. Cet album sorti au format vinyle ne sortira jamais en CD mais sera intégré dans l'édition au format CD de l'album précédent (Sons and Fascination).